# Al-Funduq
Al-Funduq, en arabe : الفندق, est un village du gouvernorat de Qalqilya en Palestine.
Selon le recensement du bureau central palestinien des statistiques, la localité compte une population de 1 125 habitants en 2017.